# Jacob Ouro Ortmark
Jacob Åke Stefan Ortmark, noto come Jacob Åke Stefan Ouro Ortmark a seguito di matrimonio avvenuto nel giugno 2023 (29 agosto 1997), è un calciatore svedese, centrocampista dell'Hammarby.

## Carriera

### Club
Cresciuto nel settore giovanile del Brommapojkarna, debutta in prima squadra il 25 agosto 2014 in occasione dell'incontro di Allsvenskan perso 4-0 contro il Djurgården. Essa è anche la sua unica presenza in campionato di quell'anno, conclusosi con la discesa della squadra in Superettan. Nel 2015 colleziona 17 presenze, ma i rossoneri sono ulteriormente retrocessi, finendo in terza serie. Nonostante ciò, Ortmark rimane nel club, partecipando alla doppia promozione che nei due anni seguenti vede i rossoneri risalire nella massima serie. Prima dell'inizio della stagione 2018, egli rinnova con il Brommapojkarna fino al 2020. Nella prima metà dell'Allsvenskan 2018 scende in campo in cinque occasioni, poi viene stato prestato al Gefle nel campionato di Superettan dove gioca tutte le ultime tredici partite in calendario. Terminata la stagione, nonostante i due anni di contratto ancora in essere, rescinde consensualmente con il Brommapojkarna.
Nel febbraio del 2019 approda al Degerfors, continuando così a giocare in Superettan. Il suo secondo campionato con il club biancorosso, durante il quale Ortmark ottiene 9 presenze da titolare e 17 da subentrante, culmina con un'altra promozione in Allsvenskan, categoria in cui il Degerfors mancava dal 1997.
Ortmark torna a calcare i campi di Allsvenskan nel 2021 non con la maglia del Degerfors, bensì con quella del Sirius, a seguito della firma di un accordo triennale a parametro zero.
Nel febbraio del 2022, prima dell'inizio della stagione, Ortmark viene acquistato per quattro anni dall'IFK Norrköping, squadra che era in cerca di un nuovo centrocampista centrale dopo aver perso Alexander Fransson. Nell'agosto 2023 si infortuna gravemente al legamento crociato e rimane fuori causa per più di un anno, tanto che torna in campo solamente per le ultime cinque giornate dell'Allsvenskan 2024.
Il 25 marzo 2025, pochi giorni prima dell'inizio del campionato di quell'anno, diventa ufficialmente un giocatore dell'Hammarby.

### Nazionale
Ha giocato nelle nazionali giovanili svedesi Under-17 ed Under-19.

## Statistiche
Statistiche aggiornate al 31 dicembre 2021.

### Presenze e reti nei club
| Stagione        | Squadra         | Campionato      | Campionato | Campionato | Coppe nazionali | Coppe nazionali | Coppe nazionali | Coppe continentali | Coppe continentali | Coppe continentali | Altre coppe | Altre coppe | Altre coppe | Totale | Totale | Totale |
| Stagione        | Squadra         | Comp            | Pres       | Reti       | Comp            | Pres            | Reti            | Comp               | Pres               | Reti               | Comp        | Pres        | Reti        | Pres   | Reti   |        |
| --------------- | --------------- | --------------- | ---------- | ---------- | --------------- | --------------- | --------------- | ------------------ | ------------------ | ------------------ | ----------- | ----------- | ----------- | ------ | ------ | ------ |
| 2014            | Brommapojkarna  | A               | 1          | 0          | CS              | 3               | 0               |                    | -                  | -                  |             | -           | -           | 4      | 0      |        |
| 2015            | Brommapojkarna  | S1              | 17         | 1          | CS              | 4               | 0               |                    | -                  | -                  |             | -           | -           | 21     | 1      |        |
| 2016            | Brommapojkarna  | D1              | 17         | 3          | CS              | 5               | 1               |                    | -                  | -                  |             | -           | -           | 22     | 4      |        |
| 2017            | Brommapojkarna  | S1              | 22         | 6          | CS              | 4               | 0               |                    | -                  | -                  |             | -           | -           | 26     | 6      |        |
| 2018            | Brommapojkarna  | A               | 5          | 0          | CS              | 0               | 0               |                    | -                  | -                  |             | -           | -           | 5      | 0      |        |
| 2018            | Gefle           | S1              | 13         | 2          | CS              | 1               | 0               |                    | -                  | -                  |             | -           | -           | 14     | 2      |        |
| 2019            | Degerfors       | S1              | 29         | 2          | CS+CS           | 2+1             | 0               |                    | -                  | -                  |             | -           | -           | 32     | 2      |        |
| 2020            | Degerfors       | S1              | 26         | 1          | CS              | 1               | 0               |                    | -                  | -                  |             | -           | -           | 27     | 1      |        |
| 2021            | Sirius          | A               | 28         | 4          | CS+CS           | 3+1             | 1+0             |                    | -                  | -                  |             | -           | -           | 32     | 5      |        |
| Totale carriera | Totale carriera | Totale carriera | 158        | 19         |                 | 25              | 2               |                    | -                  | -                  |             | -           | -           | 183    | 21     |        |